# ミッキーといたずら子象
『ミッキーといたずら子象』（ミッキーといたずらこぞう、原題:Mickey's Elephant）は、ウォルト・ディズニー・プロダクション（現:ウォルト・ディズニー・カンパニー）が製作したアニメーション短編映画作品である。ミッキーマウスの短編映画シリーズの一作品。

## あらすじ
ミッキー宛に届いた象の子ども・ボボ。送り主からの手紙には「プルートの遊び友達にしてやって欲しい」と書いてあった。
警戒しながら相手にしていないプルートに悪魔の声が聞こえてくる。ボボはペットの座をプルートから奪おうとしているというのである。
ボボを追い出すために悪魔の言うがままに赤唐辛子をボボに吸わせるプルート。ボボはくしゃみが止まらず自分の小屋だけでなく、プルートの小屋まで吹き飛ばしてしまった。

## 日本での収録

### 収録
- 『夢と魔法の宝石 ミッキーのジャングル探検』（VHS、ブエナ・ビスタ・ホーム・エンターテイメント、新吹き替え版）
- 『ミッキーマウス／カラー・エピソード Vol.1 限定保存版』（DVD、ブエナ・ビスタ・ホーム・エンターテイメント、新吹き替え版）